# Clathrodrillia
Clathrodrillia là một chi ốc biển, là động vật thân mềm chân bụng sống ở biển trong họ Drilliidae.

## Các loài
Các loài thuộc chi Clathrodrillia bao gồm:
- Clathrodrillia albicoma (Dall, 1889)[2]
- Clathrodrillia allyniana (Hertlein & Strong, 1951)[3]
- Clathrodrillia berryi (McLean & Poorman, 1971)[4]
- Clathrodrillia chaaci (Espinosa & Rolan, 1995)[5]
- Clathrodrillia connelli (Kilburn, 1988)[6]
- Clathrodrillia dautzenbergi (Tippett, 1995)[7]
- Clathrodrillia flavidula (Lamarck, 1822)[8]
- Clathrodrillia gibbosus (Born, 1778)[9]
- Clathrodrillia inimica Dall, 1927[10]
- Clathrodrillia interpleura (Dall & Simpson, 1901)[11]
- Clathrodrillia lophoessa (Watson, 1882)[12]
- Clathrodrillia orellana Dall, 1927[13]
- Clathrodrillia paria (Reeve, 1846)[14]
- Clathrodrillia petuchi (Tippett, 1995)[15]
- Clathrodrillia ponciana (Dall & Simpson, 1901)[16]
- Clathrodrillia salvadorica (Hertlein & Strong, 1951)[17]
- Clathrodrillia solida (Adams C. B., 1850)[18]
- Clathrodrillia walteri (Smith M., 1946)[19]